# Vlag van Saint Louis (Missouri)

Vlag van Saint Louis

De vlag van Saint Louis is de officiële vlag van de stad Saint Louis (Missouri). De vlag werd ontworpen door Theodore Sizer, professor aan de Yale-universiteit, en officieel aangenomen in 1964.
De vlag heeft een rode achtergrond met twee brede golvende balken, in blauw en wit, die zich uitstrekken van de linker boven- en onderhoek naar links in het midden, waar ze samenkomen en als één geheel doorgaan naar de rechter middenrand. Dit symboliseert de samenvloeiing van de rivieren de Missouri en de Mississippi. Boven het samenvloeiingspunt bevindt zich een ronde gouden schijf met daarop de Franse fleur de lis (blauw) die de aandacht vestigt op de Franse achtergrond van de vroege stad en meer in het bijzonder op de heilige Lodewijk van Frankrijk naar wie de stad is vernoemd. De gouden schijf stelt de stad en/of de aankoop van Louisiana voor. (Heraldisch gezien is de schijf een "bezant" of Byzantijnse munt wat 'geld' of gewoon 'aankoop' betekent). De kleuren van de vlag doen denken aan die van Spanje (rood en geel of goud), Koninkrijk Frankrijk (wit en goud), Napoleontisch en Republikeins Frankrijk (blauw, wit en rood) en de Verenigde Staten (rood, wit en blauw).
In een enquête uit 2004 op de website van de North American Vexillological Association werd de vlag van Saint Louis verkozen tot het op vier na beste ontwerp onder de stadsvlaggen van de Verenigde Staten.